# Samsung Galaxy
Samsung Galaxy (în coreeană 삼성 갤럭시; stilizat ca SΛMSUNG Galaxy din 2015 (cu excepția Japoniei, unde omite marca Samsung), anterior stilizat ca Samsung GALAXY; abreviat ca SG) este o serie de dispozitive de calcul și dispozitive mobile de calcul Android care sunt proiectate, fabricate și comercializate de Samsung Electronics începând cu 29 iunie 2009. Linia de produse include seria Samsung Galaxy S de telefoane high-end, seria Galaxy Z de pliabile high-end, seriile Galaxy A, Galaxy F și Galaxy M de telefoane mid-range, seria Galaxy Book de laptopuri, seria Samsung Galaxy Tab, Samsung Galaxy Watch, seria Galaxy Buds și Galaxy Fit.
Dispozitivele Samsung Galaxy cu o interfață de utilizator numită One UI (versiunile anterioare fiind cunoscute ca Samsung Experience și TouchWiz). Cu toate acestea, Galaxy TabPro S este primul dispozitiv Windows 10 cu marca Galaxy care a fost anunțat în cadrul CES 2016.
Galaxy Watch este primul ceas inteligent marca Galaxy de la lansarea iterațiilor ulterioare ale ceasului inteligent Gear din 2014 până în 2017. În 2020, Samsung a adăugat laptopul Galaxy Chromebook 2-in-1 care rulează ChromeOS la gama de branduri Galaxy. Următorul Galaxy Chromebook 2 a fost lansat în 2021.

## Definiții

### Categorii

#### Seriile actuale
- Seria Galaxy Z: telefoane/dispozitive pliabile high-end.
- Seria Galaxy S: telefoane emblematice.
- Seria Galaxy A: telefoane mid-range, include și telefoane entry-level.
- Seria Galaxy M: o alternativă ușor mai economică, exclusiv online, a seria Galaxy A.
- Seria Galaxy F: de asemenea, o alternativă la seria Galaxy A, dar vândută în țările în curs de dezvoltare.
- Seria Galaxy Xcover: telefoane business robuste, cu specificații reduse.

#### Seriile întrerupte
- Seria Galaxy Note: dispozitive cu un ecran mare și un stylus încorporat, întrerupte în 2021 și înlocuite de modelele S Ultra (începând cu S22 Ultra).
- Seria Galaxy J: dispozitive entry-level, întrerupte în 2019 și fuzionate cu seria Galaxy A.
- Seria Galaxy Y: dispozitive mici, întrerupte în 2014.
- Galaxy Pocket, de asemenea, dispozitive mici, întrerupte în 2013.

### Ierarhie
Linia principală 2024 de modele de smartphone-uri Galaxy arată astfel:
1. Galaxy S24 Ultra
2. Galaxy S24+
3. Galaxy S24
4. Galaxy Z Fold 6
5. Galaxy Z Flip 6
6. Galaxy A55 și Galaxy M55
7. Galaxy A35 și Galaxy M35
8. Galaxy A25
9. Galaxy A15 și Galaxy M15
10. Galaxy A05s
11. Galaxy A05 și Galaxy M05

### Numerele de model
Din septembrie 2013, numerele de model ale dispozitivelor din seria Samsung Galaxy sunt în formatul „SM-ABCDE” (cu excepția Galaxy J SC-02F, Galaxy Centura SCH-S738C și SGH-N075T), unde A este seria modelului, B este clasa dispozitivului, C este generația, D este tipul dispozitivului și E este țara/regiunea pentru care este fabricat (dacă este cazul). Anterior, din 2009 până în septembrie 2013, numerele de model erau în formatul „GT-XXXXX”.

#### Telefoane
- SM-Sxxx –modelul din seria S de la S22 și ulterior
- SM-Gxxx - Seria S (S5 - S21), modelul XCover și unele modele Prime din seria J
- SM-Nxxx – modelul Note
- SM-Jxxx – modelul seriei J
- SM-Axxx – modelul seriei A
- SM-Mxxx – modelul seriei M
- SM-Exxx – modelul seriei F
- Model GT-Sxxx2/ SM-Gxxx/DS / SM-Gxxx/DD SM-Gxxx2 Dual-SIM „Galaxy Duos”
- GT-Nxxx0/GT-Nxxx5 – Galaxy Note 1 și 2 (internațional 3G/4G, respectiv)
- GT-Nxxx3 – Galaxy Note 1 și 2 (3G/4G internațional, respectiv)
- GT-Ixxx0/GT-Ixxx5 – Galaxy S4 și modele anterioare (3G/4G LTE internațional, respectiv)
- GT-Ixxx3 – Galaxy S4 deblocat și modele anterioare (SUA/Canada)
- SGH – Handset Sprint
- SPH – Handset Sprint
- SCH – Telefon Verizon/US Cellular
- SHV/SHW – Handset coreean

#### Tablete
- SM-Xxxx – modele Tab A și S de la A7 Lite/A8, Active 5, S8 și ulterioare
- SM-Txx0/1/5/6 – modelul Tab mainstream (de la Tab 3 la Tab A7/Active4/S7)
- SM-Pxx0/5 – model Tab mainstream cu stylus S Pen încorporat (Note 10.1 2014, Tab A 10.1, etc.)
- SM-Wxxx – model Microsoft Windows (de exemplu, Galaxy Book)
- GT-Nxx00/GT-Pxx20 – model Tab mainstream mai vechi cu stylus S Pen încorporat (Note 8.0 și 10.1, respectiv 3G/4G LTE)
- GT-Nxx13 – model Tab mainstream mai vechi cu stylus S Pen încorporat (Note 8.0 și 10.1, Wi-Fi SUA/Canada)
- GT-Nxx10 – model Tab mainstream mai vechi cu stylus S Pen încorporat (Note 8.0 și 10.1, Wi-Fi internațional)
- GT-Pxx00/GT-Pxx20 – model Tab mainstream mai vechi (Tab 1 până la Tab 3, respectiv 3G/4G LTE)
- GT-Pxx13 – model Tab mainstream mai vechi (Tab 1 până la Tab 3, Wi-Fi SUA/Canada)
- GT-Pxx10 – model Tab mainstream mai vechi (Tab 1 până la Tab 3, Wi-Fi internațional)
- GT-Snnn5/GT-Nnnn5/GT-Pnnn5/GT-Innn5/SM-NnnnF/SM-Tnn5/SM-GnnnF – model 4G/LTE

#### Regiuni
- A: AT&T
- P: Sprint
- R4: US Cellular
- T: T-Mobile
- V: Verizon
- U: Operator SUA blocat
- U1: SUA deblocat din fabrică
- N: Coreea
- W: Canada
- 0: China continentală (telefoane)
- C: China continentală (tablete)
- B: 5G internațional
- F: 4G/LTE internațional
- H: 3G internațional

Modelele Duos sau Dual SIM se termină cu sufixul /DS.

### Numerotarea firmware-ului
Următoarea este o listă a regiunilor firmware cunoscute.

#### Coreea
- KS: Coreea (telefoane)
- KO: Coreea (tablete celulare)
- XX: Toate tabletele Wi-Fi

#### India
- IN: India (toate telefoanele)

#### America
- SQ: SUA (telefoane blocate de operator)
- UE: SUA (telefoane deblocate de operator și tablete Wi-Fi), Canada (tablete Wi-Fi)
- VL: Canada (toate variantele, cu excepția tabletelor Wi-Fi)
- UB: America Latină și Caraibe
- XX: Toate tabletele Wi-Fi

#### China
- ZC: China continentală (toate dispozitivele)
- ZH: Hong Kong/Taiwan (toate telefoanele)
- XX: Hong Kong/Taiwan (toate tabletele)

## Context
Originalul Samsung Galaxy a fost lansat în iunie 2009 ca primul dispozitiv Samsung cu Android. La acea vreme, smartphone-ul emblematic al mărcii era Samsung Omnia și succesorul său, alimentat de Windows Mobile. Omnia fusese al doilea dispozitiv Samsung full-touch care rula interfața de utilizator TouchWiz (după Tocco), dar Galaxy avea o interfață Google Android nemodificată; interfața TouchWiz și-a făcut loc în seria Galaxy cu Galaxy S. Galaxy S și succesorul său Galaxy S II au avut un mare succes, eclipsând celelalte linii și sisteme de operare ale companiei. Pe parcursul deceniului, telefoanele Galaxy „au devenit cele mai apreciate produse ale companiei [și] au fost, de asemenea, printre cele mai bine vândute smartphone-uri din lume”.

## Dispozitive

### Telefoane

#### Seria Samsung Galaxy Z

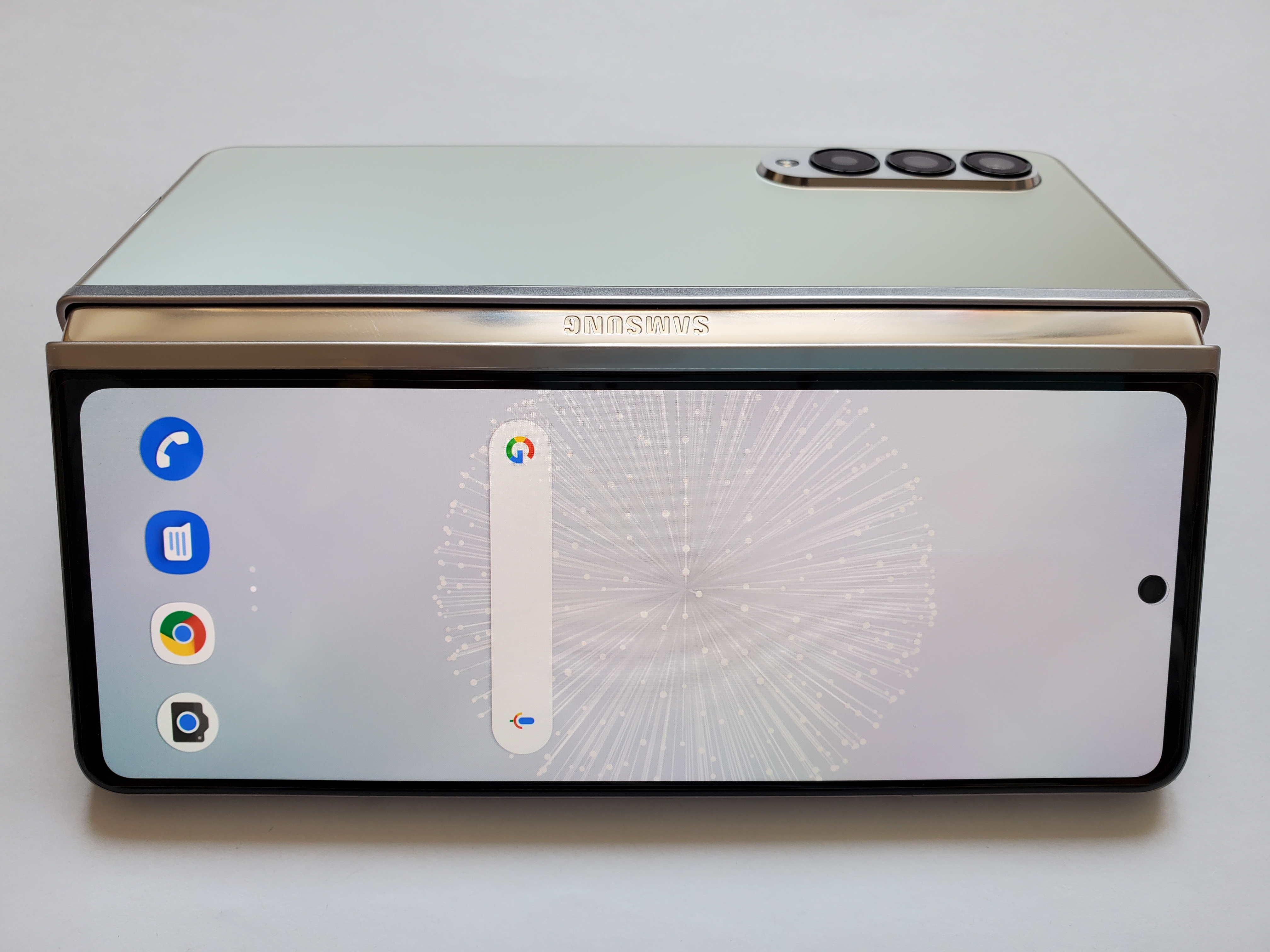
Galaxy Z Fold3 5G

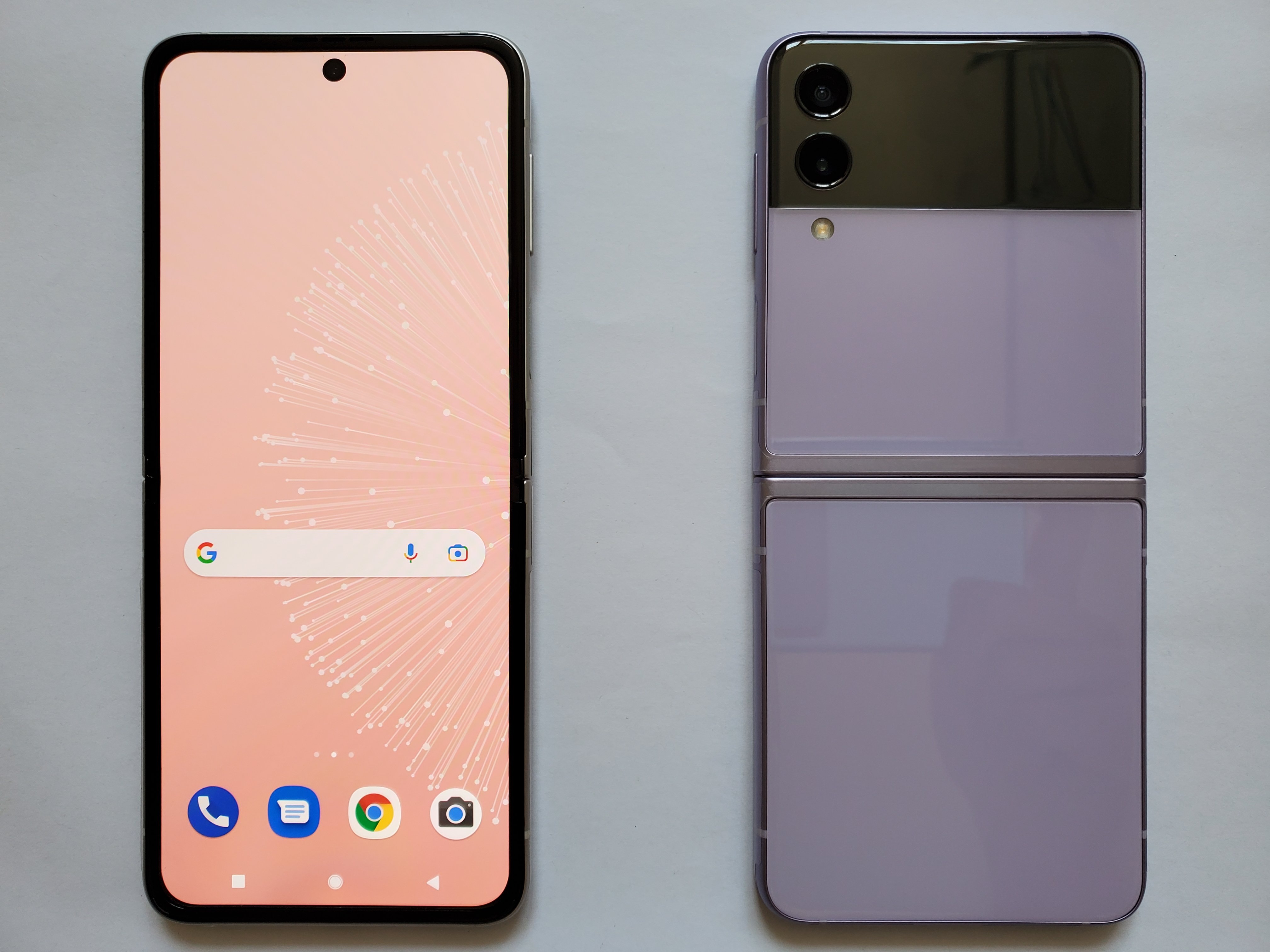
Galaxy Z Flip3 5G

Seria Galaxy Z este o linie de smartphone-uri pliabile high-end. Linia a început în 2019 cu Galaxy Z Fold. Cele mai recente telefoane din această serie sunt Galaxy Z Flip6 și Galaxy Z Fold6, ambele lansate în iulie 2024.

#### Seria Samsung Galaxy S
Seria Galaxy S este o linie de smartphone-uri high-end. Cele mai recente modele sunt Galaxy S24, S24+ și S24 Ultra, lansate în ianuarie 2024.

#### Seria Samsung Galaxy A
Seria Galaxy A este o linie de smartphone-uri Android de gamă medie până la high-end produse de Samsung Electronics. Seria Galaxy A este similară cu seria high-end Galaxy S, dar cu specificații și caracteristici inferioare. Cele mai recente modele sunt Galaxy A35 și Galaxy A55.

#### Seria Samsung Galaxy C
Seria Galaxy C este o linie de dispozitive upper mid-range pentru piețe specifice. Cel mai recent dispozitiv lansat sub această linie este Samsung Galaxy C55.

#### Seria Samsung Galaxy M
Seria Galaxy M este o linie de smartphone-uri mid-range, exclusiv online, considerată succesorul seriilor Galaxy J și Galaxy On.

#### Seria Samsung Galaxy F
Seria Galaxy F este o linie de smartphone-uri mid-range exclusiv online, vândute alături de seria M.

#### Seria Galaxy XCover
Seria Galaxy XCover este o linie de telefoane „business” robuste, care au specificații low-end, dar cu o calitate a construcției și o durabilitate mai puternice. Cel mai recent în comun este Galaxy Xcover 7.

#### Linii întrerupte
Samsung a lansat mai multe serii de smartphone-uri, adesea suprapuse între ele. Cele mai multe dintre aceste serii au fost abandonate.
- Seria Galaxy Note a fost o linie de dispozitive high-end orientate în principal către calculul cu stiloul, utilizând S Pen-ul Samsung. Linia a fost înlocuită de seria Galaxy S Ultra începând din 2021 (cu Galaxy S21 Ultra, cu S Pen-ul fiind un accesoriu, și Galaxy S22 Ultra, care a adus înapoi stiloul integrat și slotul pentru stilou).
- Seria Galaxy Core/Grand este o linie de dispozitive mid-range lansate între 2013 și 2015. Linia a fost înlocuită de seriile J și A.
- Seria Galaxy J a fost o linie de telefoane entry-range, înlocuită de seria Galaxy A în 2019.[9][10][11]
- Seria Galaxy Mega a fost actualizată ultima dată în 2014 cu Galaxy Mega 2.
- Seria Galaxy On a fost o linie de telefoane exclusiv online. Seria a fost înlocuită de seria Galaxy M.[12]
- Seria Galaxy Pocket a fost actualizată ultima dată în 2014 cu Galaxy Pocket 2.
- Seria Galaxy Mini a fost actualizată ultima dată în 2012 cu Galaxy Mini 2.
- Seria Galaxy Trend a fost actualizată ultima dată în 2015 cu Galaxy Trend 2 Lite.
- Seria Galaxy Ace a fost actualizată ultima dată în 2014 cu Galaxy Ace 4.
- Seria Galaxy R a fost actualizată ultima dată în 2012 cu Galaxy R Style.
- Seria Galaxy Young este o linie low-end. A fost actualizată ultima dată în 2014 cu Galaxy Young 2.
- Seria Galaxy Pocket a fost actualizată ultima dată în 2014 cu Galaxy Pocket 2.
- Seria Galaxy E a fost o alternativă mai accesibilă la seria A actualizată ultima dată în 2015
- Seria Galaxy S este o alternativa mai putin acesiblila a seriei "E " pentru tastearea numelui "Sava".A fost actulizata ultima data in 2025.

#### Alte telefoane
- Samsung Galaxy [2009]
- Samsung Galaxy Spica [2009]
- Samsung Beam i8520 [2009]
- Samsung Galaxy U [2010]
- Samsung Galaxy Neo [2010]
- Samsung Galaxy Pro [2011]
- Samsung Galaxy Precedent [2011]
- Samsung Galaxy Z [2011]
- Samsung Galaxy Rush [2011]
- Samsung Galaxy 5 [2011]
- Samsung Galaxy W [2011]
- Samsung Galaxy Fit [2011]
- Samsung Galaxy Gio [2011]
- Samsung Galaxy Prevail [2011]
- Galaxy Nexus [2011]
- Samsung Galaxy Discover [2012]
- Samsung Galaxy M Style [2012]
- Samsung Galaxy Reverb [2012]
- Samsung Galaxy Stellar [2012]
- Samsung Galaxy Appeal [2012]
- Samsung Galaxy Express [2012]
- Samsung Galaxy Express 2 [2013]
- Samsung Galaxy Fame [2013]
- Samsung Galaxy Star [2013]
- Samsung Galaxy Win [2013]
- Samsung Galaxy Win Pro [2013]
- Samsung Galaxy Star Pro [2013]
- Samsung Galaxy Fame Lite [2013]
- Samsung Galaxy Round [2013]
- Samsung Galaxy Light [2013]
- Samsung Galaxy V [2014]
- Samsung Galaxy Avant [2014]
- Samsung Galaxy W [2014]
- Samsung Galaxy V Plus [2015]
- Samsung Galaxy V2 [2016]
- Samsung Galaxy K Zoom [2014]
- Samsung Galaxy Folder [2015]
- Samsung Galaxy Active Neo⁠(ja)[traduceți] [2015]
- Samsung Galaxy Folder 2 [2017]
- Samsung Galaxy Feel [2017]
- Samsung Galaxy Feel2 [2019]

### Tablete

#### Seria Samsung Galaxy Tab
Seria Galaxy Tab este o linie de tablete cu Android care a debutat în 2010. În prezent, există două subcategorii în cadrul acestei serii:
- Galaxy Tab S este o linie de tablete mid-range până la high-end, cu accent pe productivitate și pen computing. Galaxy Tab S9, S9+ și S9 Ultra sunt cele mai recente dispozitive, lansate în iulie 2023.
- Galaxy Tab Active este o linie de tablete robuste de clasă medie, cu accent pe durabilitate și utilizare în medii extreme. Galaxy Tab Active 5 este cel mai recent model de 8”, lansat în ianuarie 2024
- Galaxy Tab A este o linie de tablete low-end. Galaxy Tab A9 și A9+ sunt cele mai recente modele, lansate în 2023

### Purtabile

#### Ceasuri inteligente

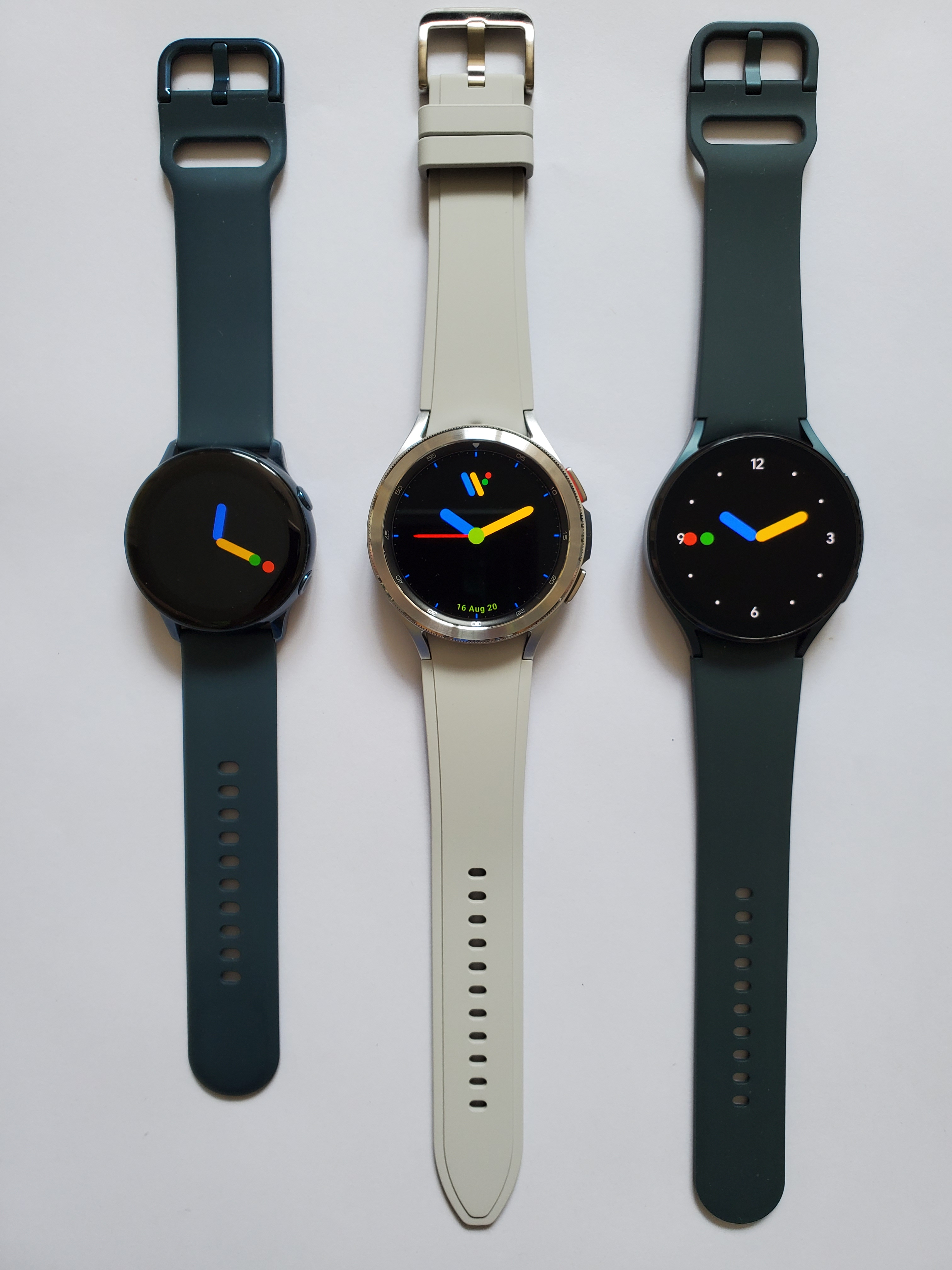
Galaxy Watch

Samsung a anunțat Galaxy Gear, un smartwatch care rulează Android 4.3, pe 4 septembrie 2013. Galaxy Gear a fost singurul smartwatch Samsung care a purtat brandul Galaxy; smartwatch-urile Samsung ulterioare folosesc brandul Samsung Gear. Seria Gear a fost succedată ulterior de seria Galaxy Watch.
Într-o actualizare software din mai 2014, Samsung a înlocuit sistemul de operare al Galaxy Gear de la Android la Tizen. One UI de la Samsung, care rulează pe noile dispozitive Galaxy lansate după 2019, este disponibil pentru Galaxy Watch la 20 mai 2019.

#### Dispozitive de urmărire a activității
Samsung a anunțat Galaxy Fit, un tracker de activitate poziționat sub linia Galaxy Watch. Prima iterație a fost lansată în 2019. Samsung a anunțat ulterior Galaxy Fit2, care este o continuare a primului lor tracker din 2019.

#### Căști wireless
Samsung a anunțat Galaxy Buds, care este noul înlocuitor al Gear IconX.. Prima iterație a fost lansată pe 20 februarie 2019. Următoarele iterații Galaxy Buds vor fi dezvăluite în timpul evenimentului Galaxy Unpacked anual.
| Nume             | Data lansării | Culori                                                   | Difuzoare                              | Microfoane                                                 | Durata de viață a bateriei (cu carcasă) | Încărcare Fără Fir |
| ---------------- | ------------- | -------------------------------------------------------- | -------------------------------------- | ---------------------------------------------------------- | --------------------------------------- | ------------------ |
| Galaxy Buds      | 2019-03-08    | Alb, galben și negru                                     | Dinamic cu 1 cale                      | 1 Exterior + 1 Interior                                    | 6 ore (13 ore)                          | Da-Certificat Qi   |
| Galaxy Buds+     | 2020-08-05    | Alb, albastru, roșu, albastru închis, roz și negru       | Dinamic cu 2 căi (Woofer + Tweeter)    | 2 Exterior + 1 Interior                                    | 11 ore (22 ore)                         | Da-Certificat Qi   |
| Galaxy Buds Live | 2020-08-17    | Mystic White, Mystic Bronze, Mystic Black și Mystic Onyx | 12 mm                                  | 2 exterioare, 1 interioară și o unitate de captare a vocii | 5.5-8hr (până la 28hr)                  | Da-Certificat Qi   |
| Galaxy Buds Pro  | 2021-01-14    | Phantom Black, Phantom Silver și Phantom Violet          | 2 căi (11 mm, 6, 5 mm tweeter)         | 2 exterioare, 1 interioară și o unitate de captare a vocii | 5–8 hr (până la 28 hr)                  | Da-Certificat Qi   |
| Galaxy Buds2     | 2021-08-11    | Olive, Lavender, Alb, Grafit și Onyx                     | Dinamic cu 2 căi (Woofer + Tweeter)    | 3 Microfoane + VPU                                         | 5-7, 5 ore (până la 29 ore)             | Da-Certificat Qi   |
| Galaxy Buds2 Pro | 2022-08-26    | Bora Purple, grafit și alb                               | Dinamic cu 2 căi (Hi-Fi pe 24 de biți) | 3 Microfoane (SNR ridicat) + VPU                           | 5-8 ore                                 | Da-Certificat Qi   |
| Galaxy Buds3     | 2024-07-24    | Argintiu și alb                                          | 1-way (11mm dinamic)                   | 3 Microfoane + VPU                                         | 5-6 (până la 30 de ore)                 | Da-Certificat Qi   |
| Galaxy Buds3 Pro | 2024-07-24    | Argintiu și alb                                          | 2-way (Woofer + Tweeter)               | 3 Microfoane (SNR ridicat) + VPU                           | 5-6 (până la 30 de ore)                 | Da-Certificat Qi   |

### Laptopuri și convertibile
Marca Galaxy este extinsă și în laptopuri, notebook-uri și convertibile 2 în 1. Galaxy Book constă din produse bazate pe Microsoft Windows, în timp ce linia Galaxy Chromebook este bazată pe ChromeOS.

### Altele

#### Player media
- Samsung Galaxy Player

#### Camere
- Camera Samsung Galaxy
- Camera Samsung Galaxy 2
- Samsung Galaxy NX

#### Proiectoare
- Samsung Galaxy Beam i8520
- Samsung Galaxy Beam i8530

## Software
Smartphone-urile Samsung Galaxy rulează sistemul de operare Android sub platforma Google Mobile Services, însă Samsung și terțe părți au inclus în ele și diverse alte software-uri. Interfața TouchWiz a fost utilizată până în 2017, fiind înlocuită de Samsung Experience. Acesta a fost apoi înlocuită de One UI în 2019.
Compania a creat multe aplicații și servicii sub marca Galaxy special pentru aceste dispozitive - multe dintre acestea vin preîncărcate - inclusiv Galaxy Store care oferă aplicații și personalizări. De la sfârșitul anului 2019, mai multe aplicații Microsoft, cum ar fi Outlook, vin de asemenea preîncărcate pe Galaxy, ca urmare a unui parteneriat Samsung-Microsoft.

### Interoperabilitate

Samsung Flow

Samsung au realizat mai multe instrumente pentru a face diverse dispozitive Galaxy, cum ar fi telefoane, tablete și ceasuri, să funcționeze mai bine împreună. Samsung Flow este o funcție care permite sincronizarea conținutului cu un PC, cum ar fi notificările, răspunsul la mesaje și autentificarea de pe un PC și partajarea conținutului. A fost anunțat în noiembrie 2014, lansat într-o formă de previzualizare în mai 2015 și lansat definitiv în mai 2016. Phone Link de la Microsoft vine, de asemenea, pe smartphone-urile Galaxy din 2019.
O altă caracteristică numită Multi Control permite controlul unui smartphone Galaxy cu o tastatură și un mouse Galaxy Book, precum și glisarea și plasarea de fișiere între acestea. Device Control este o altă caracteristică din panoul rapid care poate controla SmartThings și alte dispozitive.

## Istoricul lansărilor
Următorul tabel prezintă istoricul complet al lansării inițiale a fiecărui dispozitiv Galaxy începând din 2009.
| Data       | Numele modelului                                   | Numărul (numerele) modelului |
| 2024       | 2024                                               | 2024 |
| ---------- | -------------------------------------------------- | --- |
| Aprilie    | Samsung Galaxy M15 5G                              | - SM-M156 |
| Aprilie    | Samsung Galaxy M55 5G                              | - SM-M556 |
| Martie     | Samsung Galaxy F15 5G                              | - SM-E156 |
| Martie     | Samsung Galaxy A35 5G                              | - SM-A356 |
| Martie     | Samsung Galaxy A55 5G                              | - SM-A556 |
| Ianuarie   | Samsung Galaxy S24 Ultra                           | - SM-S928 |
| Ianuarie   | Samsung Galaxy S24+                                | - SM-S926 |
| Ianuarie   | Samsung Galaxy S24                                 | - SM-S921 |
| 2023       |                                                    | |
| Decembrie  | Samsung Galaxy A15                                 | - SM-A156 |
| Decembrie  | Samsung Galaxy A25 5G                              | - SM-A256 |
| Octombrie  | Samsung Galaxy S23 FE                              | - SM-S711U1 |
| Octombrie  | Samsung Galaxy A05                                 | - SM-A055 |
| Iulie      | Samsung Galaxy Z Fold 5                            | - SM-F946 |
| Iulie      | Samsung Galaxy Z Flip 5                            | - SM-F731 |
| Mai        | Samsung Galaxy A24                                 | - SM-A245 |
| Martie     | Samsung Galaxy F14                                 | - SM-E146 |
| Martie     | Samsung Galaxy M54 5G                              | - SM-M546 |
| Martie     | Samsung Galaxy A54 5G                              | - SM-A546 |
| Martie     | Samsung Galaxy A34 5G                              | - SM-A346 |
| Martie     | Samsung Galaxy M14 5G                              | - SM-M146 |
| Februarie  | Samsung Galaxy S23 Ultra                           | - SM-S918 |
| Februarie  | Samsung Galaxy S23+                                | - SM-S916 |
| Februarie  | Samsung Galaxy S23                                 | - SM-S911 |
| Ianuarie   | Samsung Galaxy F04                                 | - SM-E045 |
| Ianuarie   | Samsung Galaxy A14 5G                              | - SM-A146 |
| 2022       |                                                    | |
| Decembrie  | Samsung Galaxy M04                                 | - SM-M045 |
| Noiembrie  | Samsung Galaxy Tab A7 10.4 (2022)                  | - SM-T509 |
| Noiembrie  | Samsung Galaxy A04e                                | - SM-A042 |
| Octombrie  | Samsung Galaxy A04                                 | - SM-A045 |
| Septembrie | Samsung Galaxy A04s                                | - SM-A047 |
| Septembrie | Samsung Galaxy Tab Active4 Pro                     | - SM-T636B |
| August     | Samsung Galaxy Z Fold 4                            | - SM-F936B |
| August     | Samsung Galaxy Z Flip 4                            | - SM-F721 |
| Iulie      | Samsung Galaxy Xcover 6 Pro                        | - SM-G736 |
| Iulie      | Samsung Galaxy M13                                 | - SM-M135 |
| Iunie      | Samsung Galaxy F13                                 | - SM-E135 |
| Aprilie    | Samsung Galaxy M53 5G                              | - SM-M536 |
| Aprilie    | Samsung Galaxy M23                                 | - SM-M236 |
| Aprilie    | Samsung Galaxy M33 5G                              | - SM-M336 |
| Aprilie    | Samsung Galaxy A33 5G                              | - SM-A336 |
| Aprilie    | Samsung Galaxy A73 5G                              | - SM-A736 |
| Aprilie    | Samsung Galaxy Tab S8 Ultra                        | - SM-X900, SM-X906 |
| Aprilie    | Samsung Galaxy Tab S8+                             | - SM-X800, SM-X806 |
| Martie     | Samsung Galaxy Tab S8                              | - SM-X700, SM-X706 |
| Martie     | Samsung Galaxy A53 5G                              | - SM-A536 |
| Martie     | Samsung Galaxy F23                                 | - SM-E236 |
| Martie     | Samsung Galaxy A23                                 | - SM-A235 |
| Martie     | Samsung Galaxy A13                                 | - SM-A135 |
| Februarie  | Samsung Galaxy S22 Ultra                           | - SM-S908 |
| Februarie  | Samsung Galaxy S22+                                | - SM-S906 |
| Februarie  | Samsung Galaxy S22                                 | - SM-S901 |
| Ianuarie   | Samsung Galaxy S21 FE                              | - SM-G990 |
| 2021       |                                                    | |
| Decembrie  | Samsung Galaxy A13 5G                              | - SM-A136 |
| Decembrie  | Samsung Galaxy Tab A8 10.5                         | - SM-X200 - SM-X205 |
| Noiembrie  | Samsung Galaxy A03                                 | - SM-A035 |
| Noiembrie  | Samsung Galaxy A03 Core                            | - SM-A032 |
| Septembrie | Samsung Galaxy F42 5G                              | - SM-E426 |
| Septembrie | Samsung Galaxy M52 5G                              | - SM-M526 |
| Septembrie | Samsung Galaxy M22                                 | - SM-M225 |
| August     | Samsung Galaxy M32 5G                              | - SM-M326 |
| August     | Samsung Galaxy A03s                                | - SM-A037 |
| August     | Samsung Galaxy A52s 5G                             | - SM-A528 |
| August     | Samsung Galaxy Z Fold3 5G                          | - SM-F926B |
| August     | Samsung Galaxy Z Flip3 5G                          | - SM-F711B |
| Iulie      | Samsung Galaxy F22                                 | - SM-E225 |
| Iunie      | Samsung Galaxy M32                                 | - SM-M325 |
| Iunie      | Samsung Galaxy A22 5G                              | - SM-A226 |
| Iunie      | Samsung Galaxy A22                                 | - SM-A225 |
| Mai        | Samsung Galaxy Tab S7 FE                           | - SM-T730 - SM-T736B |
| Mai        | Samsung Galaxy Tab A7 Lite                         | - SM-T220 - SM-T225 |
| Mai        | Samsung Galaxy F52 5G                              | - SM-E526 |
| Aprilie    | Samsung Galaxy M42 5G                              | - SM-M426 |
| Aprilie    | Samsung Galaxy F02s                                | - SM-E025 |
| Aprilie    | Samsung Galaxy F12                                 | - SM-F127 |
| Martie     | Samsung Galaxy A72                                 | - SM-A725 |
| Martie     | Samsung Galaxy A52 5G                              | - SM-A526 |
| Martie     | Samsung Galaxy A52                                 | - SM-A525 |
| Martie     | Samsung Galaxy A32                                 | - SM-A325 |
| Martie     | Samsung Galaxy M62                                 | - SM-M625 |
| Februarie  | Samsung Galaxy F62                                 | - SM-E625 |
| Februarie  | Samsung Galaxy M12                                 | - SM-M127 |
| Februarie  | Samsung Galaxy M02                                 | - SM-M022 |
| Ianuarie   | Samsung Galaxy A02                                 | - SM-A022 |
| Ianuarie   | Samsung Galaxy S21                                 | - SM-G991 |
| Ianuarie   | Samsung Galaxy S21+                                | - SM-G996 |
| Ianuarie   | Samsung Galaxy S21 Ultra                           | - SM-G998 |
| Ianuarie   | Samsung Galaxy A32 5G                              | - SM-A326 |
| Ianuarie   | Samsung Galaxy M02s                                | - SM-M025 |
| 2020       |                                                    | |
| Noiembrie  | Samsung Galaxy A02s                                | - SM-A025 |
| Noiembrie  | Samsung Galaxy A12                                 | - SM-A125 |
| Noiembrie  | Samsung Galaxy M21s                                | - SM-M217 |
| Noiembrie  | Samsung Galaxy A42 5G                              | - SM-A426 |
| Octombrie  | Samsung Galaxy F41                                 | - SM-F415 |
| Octombrie  | Samsung Galaxy S20 FE                              | - SM-G780 (LTE), SM-G781 (5G) |
| Septembrie | Samsung Galaxy Z Fold2 5G                          | - SM-F916B |
| Septembrie | Samsung Galaxy M51                                 | - SM-M515 |
| August     | Samsung Galaxy Note 20                             | - SM-N980 (LTE), SM-N981 (5G) |
| August     | Samsung Galaxy Note 20 Ultra                       | - SM-N985 (LTE), SM-N986 (5G) |
| August     | Samsung Galaxy Z Flip 5G                           | - SM-F707 |
| August     | Samsung Galaxy Tab S7                              | - SM-T870, SM-T875, SM-T876B |
| August     | Samsung Galaxy Tab S7+                             | - SM-T970, SM-T976B |
| August     | Samsung Galaxy M31s                                | - SM-M317 |
| Iulie      | Samsung Galaxy A01 Core                            | - SM-A013 |
| Iulie      | Samsung Galaxy M01s                                | - SM-M017 |
| Iunie      | Samsung Galaxy M01                                 | - SM-M015 |
| Mai        | Samsung Galaxy A21s                                | - SM-A217 |
| Aprilie    | Samsung Galaxy A71 5G                              | - SM-A716F |
| Aprilie    | Samsung Galaxy A51 5G                              | - SM-A516F |
| Aprilie    | Samsung Galaxy A21                                 | - SM-A215 |
| Aprilie    | Samsung Galaxy Tab S6 Lite                         | - SM-P610N, SM-P615 |
| Martie     | Samsung Galaxy S20                                 | - SM-G980 (LTE), SM-G981 (5G) |
| Martie     | Samsung Galaxy S20+                                | - SM-G985 (LTE), SM-G986 (5G) |
| Martie     | Samsung Galaxy S20 Ultra                           | - SM-G988 |
| Martie     | Samsung Galaxy M11                                 | - SM-M115 |
| Martie     | Samsung Galaxy A31                                 | - SM-A315 |
| Martie     | Samsung Galaxy A41                                 | - SM-A415 |
| Martie     | Samsung Galaxy M21                                 | - SM-M215 |
| Martie     | Samsung Galaxy A11                                 | - SM-A115 |
| Februarie  | Samsung Galaxy M31                                 | - SM-M315 |
| Februarie  | Samsung Galaxy Z Flip                              | - SM-F700 |
| Ianuarie   | Samsung Galaxy Tab S6 5G                           | - SM-T866N |
| Ianuarie   | Samsung Galaxy Xcover Pro                          | - SM-G715F |
| Ianuarie   | Samsung Galaxy Note 10 Lite                        | - SM-N770F |
| Ianuarie   | Samsung Galaxy S10 Lite                            | - SM-G770F |
| 2019       |                                                    | |
| Decembrie  | Samsung Galaxy A01                                 | - SM-A015 |
| Decembrie  | Samsung Galaxy A71                                 | - SM-A715 |
| Decembrie  | Samsung Galaxy A51                                 | - SM-A515 |
| Octombrie  | Samsung Galaxy M30s                                | - SM-M307 |
| Octombrie  | Samsung Galaxy A20s                                | - SM-A207 |
| Septembrie | Samsung Galaxy M10s                                | - SM-M107 |
| Septembrie | Samsung Galaxy A70s                                | - SM-A707 |
| Septembrie | Samsung Galaxy A50s                                | - SM-A507 |
| Septembrie | Samsung Galaxy A30s                                | - SM-A307 |
| Septembrie | Samsung Galaxy A90 5G                              | - SM-A908 |
| Septembrie | Samsung Galaxy Z Fold                              | - SM-F900 (LTE), SM-F907 (5G) |
| August     | Samsung Galaxy A10s                                | - SM-A107 |
| August     | Samsung Galaxy A10e                                | - SM-A102 |
| August     | Samsung Galaxy Note 10                             | - SM-N970 (LTE); SM-N971 (5G) |
| August     | Samsung Galaxy Note 10+                            | - SM-N975F (LTE); SM-N976 (5G) |
| Iunie      | Samsung Galaxy M40                                 | - SM-M405 |
| Aprilie    | Samsung Galaxy S10 5G                              | - SM-G977 |
| Aprilie    | Samsung Galaxy View 2                              | - SM-T920 (Wi-Fi); SM-T927 (EMEA); SM-T927A (AT&T) |
| Aprilie    | Samsung Galaxy A60                                 | - SM-A606 |
| Aprilie    | Samsung Galaxy A80                                 | - SM-A805 |
| Aprilie    | Samsung Galaxy A70                                 | - SM-A705 |
| Aprilie    | Samsung Galaxy A40                                 | - SM-A405 |
| Aprilie    | Samsung Galaxy A20                                 | - SM-A205 |
| Aprilie    | Samsung Galaxy A20e                                | - SM-A202 |
| Aprilie    | Samsung Galaxy A2 Core                             | - SM-A260 |
| Martie     | Samsung Galaxy S10+                                | - SM-G975 |
| Martie     | Samsung Galaxy S10                                 | - SM-G973 |
| Martie     | Samsung Galaxy S10e                                | - SM-G970 |
| Martie     | Samsung Galaxy A50                                 | - SM-A505 |
| Martie     | Samsung Galaxy A30                                 | - SM-A305 |
| Martie     | Samsung Galaxy A10                                 | - SM-A105 |
| Februarie  | Samsung Galaxy Tab S5e                             | - SM-T720 (Wi-FI); SM-T725 (LTE) |
| Februarie  | Samsung Galaxy Tab A 10.1 (2019)                   | - SM-T510 (Wi-FI); SM-T515 (LTE) |
| Februarie  | Samsung Galaxy M30                                 | - SM-M305 |
| Ianuarie   | Samsung Galaxy M10                                 | - SM-M105 |
| Ianuarie   | Samsung Galaxy M20                                 | - SM-M205 |
| 2018       |                                                    | |
| Decembrie  | Samsung Galaxy A8s                                 | - SM-G887 |
| Noiembrie  | Samsung Galaxy A6s                                 | - SM-G6200 |
| Octombrie  | Samsung Galaxy A9 (2018)                           | - SM-A920 |
| Septembrie | Samsung Galaxy A7 (2018)                           | - SM-A750 |
| Septembrie | Samsung Galaxy J4+                                 | - SM-J415 |
| Septembrie | Samsung Galaxy J6+                                 | - SM-J610 |
| August     | Samsung Galaxy Note 9                              | - SM-N960 |
| August     | Samsung Galaxy Tab A 10.5 (2018)                   | - SM-T590 (Wi-Fi); SM-T595 (LTE) |
| August     | Samsung Galaxy Tab S4                              | - SM-T830 (Wi-Fi); SM-T835 (LTE) |
| August     | Samsung Galaxy Watch                               | |
| Iulie      | Samsung Galaxy J8 (2018)                           | - SM-J800 |
| Iulie      | Samsung Galaxy On6                                 | - SM-J600G (India) |
| Iunie      | Samsung Galaxy A8 Star                             | - SM-G8850 |
| Iunie      | Samsung Galaxy J7 (2018)                           | - SM-J737 |
| Mai        | Samsung Galaxy A6 (2018)                           | - SM-A600 |
| Mai        | Samsung Galaxy A6+ (2018)                          | - SM-A605 |
| Mai        | Samsung Galaxy J4 (2018)                           | - SM-J400 |
| Mai        | Samsung Galaxy J6 (2018)                           | - SM-J600 |
| Aprilie    | Samsung Galaxy J3 Duo                              | - SM-J720 |
| Martie     | Samsung Galaxy J4 Prime 2 Samsung Galaxy J7 (2018) | - SM-G611 |
| Februarie  | Samsung Galaxy S9                                  | - SM-G960 |
| Februarie  | Samsung Galaxy S9+                                 | - SM-G965 |
| Ianuarie   | Samsung Galaxy J4 Pro (2018)                       | - SM-J250 |
| Ianuarie   | Samsung Galaxy A5 (2018)                           | - SM-A530 |
| Ianuarie   | Samsung Galaxy A5+ (2018)                          | - SM-A730 |
|            | Samsung Galaxy A8 (2018)                           | - SM-A530F - SM-A530DS |
|            | Samsung Galaxy A8+ (2018)                          | - SM-A730F - SM-A730DS |
| 2017       |                                                    | |
| Octombrie  | Samsung Galaxy J4 (2017)                           | - SM-J200G (India și Indonezia) |
| Octombrie  | Samsung Galaxy Tab Active                          | |
| Septembrie | Samsung Galaxy Tab A 8.0 (2017)                    | - SM-T380 (Wi-Fi) SM-T385 (4G/LTE) |
| Septembrie | Samsung Galaxy C8 / C7 (2017) Samsung Galaxy J7+   | - SM-C710 (J7+/C7 2017) SM-C8000 (C8) |
| August     | Samsung Galaxy Note 8                              | - SM-N950 |
| August     | Samsung Galaxy S8 Active                           | - SM-G892 |
| Iulie      | Samsung Galaxy Note Fan Edition (FE)               | - SM-N935 |
| Iunie      | Samsung Galaxy J3 (2017)                           | - SM-J727 (versiunea SUA), SM-J730x (versiunea globală) |
| Iunie      | Samsung Galaxy J5 (2017)                           | - SM-J530 (versiunea globală), SM-J530Y (versiunea Pro cu 32 GB spațiu de stocare) |
| Iunie      | Samsung Galaxy J7 (2017)                           | - SM-J327 (versiunea SUA), SM-J330x (versiunea globală) |
| Iunie      | Samsung Galaxy J7 Pro (2017)                       | - SM-J730 (pentru Asia de Sud-Est și India) |
| Iunie      | Samsung Galaxy J7 Max                              | - SM-G615 |
| Aprilie    | Samsung Galaxy Xcover 4                            | - SM-G390 |
| Martie     | Samsung Galaxy S8                                  | - SM-G950 |
| Martie     | Samsung Galaxy S8+                                 | - SM-G955 |
| Martie     | Samsung Galaxy C5 Pro                              | - SM-C5010 |
| Februarie  | Samsung Galaxy Tab S3                              | - SM-T820 (Wi-Fi) - SM-T825 (3G/LTE) |
| Ianuarie   | Samsung Galaxy A7 (2017)                           | - SM-A720 |
| Ianuarie   | Samsung Galaxy A5 (2017)                           | - SM-A520 |
| Ianuarie   | Samsung Galaxy A3 (2017)                           | - SM-A320 |
| Ianuarie   | Samsung Galaxy C7 Pro                              | - SM-C7010 |
| 2016       |                                                    | |
| Noiembrie  | Samsung Galaxy J1 mini Prime/Galaxy V2 (Indonesia) | - SM-J106F (LTE) |
| Noiembrie  | Samsung Galaxy J2 Prime                            | - SM-G532F (Turcia, Arabia Saudită, Pakistan) - SM-G532M (Columbia, Argentina, Mexic, Peru, Panama, Ecuador, Chile, Australia, Noua Zeelandă) - SM-G532G (Filipine, Indonezia, Thailanda, Taiwan) |
| Noiembrie  | Samsung Galaxy C9 Pro                              | - SM-C900F |
| Septembrie | Samsung Galaxy A8 (2016)                           | - SM-A810 |
| Septembrie | Samsung Galaxy On5 (2016)                          | - SM-G570 |
| Septembrie | Samsung Galaxy On5 (2016)                          | - SM-G610 |
| Septembrie | Samsung Galaxy On7 (2016)                          | - SM-J710 (India) |
| Septembrie | Samsung Galaxy J7 Prime                            | - SM-G610F (India) - SM-G610M (Argentina, Columbia, Panama, Mexic, Brazilia) |
| August     | Samsung Galaxy Note 7                              | - SM-N930 |
| Iulie      | Samsung Galaxy J5 Prime                            | - SM-G570F (India) - SM-G570M (Argentina, Colombia, Panama, Mexico, Brazil) |
| Iunie      | Samsung Galaxy S7 Active                           | - SM-G891A |
| Iunie      | Samsung Galaxy J3 Pro                              | - SM-J310F |
| Mai        | Samsung Galaxy Tab A 10.1 (2016)                   | - SM-T585 |
| Mai        | Samsung Galaxy C5                                  | - SM-C5000 |
| Mai        | Samsung Galaxy C7                                  | - SM-C7000 |
| Aprilie    | Samsung Galaxy J5 (2016)                           | - SM-J5109 - SM-J510F - SM-J510FN - SM-J510H - SM-J510G - SM-J510MN - SM-J510Y - SM-J5108 - SM-J510K - SM-J510L - SM-J510S - SM-J510UN |
| Aprilie    | Samsung Galaxy J7 (2016)                           | - SM-J7109 - SM-J710F - SM-J710FN - SM-J710H - SM-J710MN - SM-J710FQ - SM-J710K - SM-J710K - SM-J710GN |
| Martie     | Samsung Galaxy J3 (2016)                           | - SM-J3109x - SM-J320F - SM-J320G - SM-J320P - SM-J320M |
| Martie     | Samsung Galaxy Tab A6                              | - SM-T280 (Wi-Fi) - SM-T285 (LTE/Wi-Fi) |
| Martie     | Samsung Galaxy A9 Pro (2016)                       | - SM-A9100 (China) - SM-A910F (Asia de Sud-Est) |
| Februarie  | Samsung Galaxy J1 Mini                             | - SM-J105B - SM-J105DS (Dual-SIM) - SM-J105F (4G LTE numai în Indonezia) |
| Februarie  | Samsung Galaxy S7 Edge                             | - SM-G935F (internațional) - SM-G935FD „Dual-SIM” (Europa, India, Asia de Sud-Est) - SM-G9350 (China, Hong Kong) - SM-G935A (AT&T US) - SM-G935V (Verizon US) - SM-G935U (deblocat SUA) - SM-G935S (SKT Korea) - SM-G935K (KT Telecom Korea) - SM-G935W8 (Rogers/Bell Canada) - SC-02H (Japonia NTT DocoMo) |
| Februarie  | Samsung Galaxy S7                                  | - SM-G930F (internațional) - SM-G930FD „Dual-SIM” (Europa, India, Asia de Sud-Est) - SM-G9300 (China, Hong Kong) - SM-G930A (AT&T US) - SM-G930V (Verizon US) - SM-G930AZ (Cricket US) - SM-G930S (SKT Coreea) - SM-G930K (KT Telecom Korea) - SM-G930W8 (Canada)                                           |
| Ianuarie   | Samsung Galaxy J1 (2016)                           | - SM-J120F - SM-J120M |
| Ianuarie   | Samsung Galaxy TabPro S                            | |
| Ianuarie   | Samsung Galaxy A9 (2016)                           | - SM-A9000 |
| 2015       |                                                    | |
| Decembrie  | Samsung Galaxy A7 (2016)                           | - SM-A7100, SM-A710F, SM-A710FD, SM-A710M, SM-A710Y |
| Decembrie  | Samsung Galaxy A5 (2016)                           | - SM-A5100, SM-A510F, SM-A510FD, SM-A510M, SM-A510Y |
| Decembrie  | Samsung Galaxy A3 (2016)                           | - SM-A310F, SM-A310M |
| Noiembrie  | Samsung Galaxy View                                | - SM-T670 |
| Noiembrie  | Samsung Galaxy On3                                 | |
| Octombrie  | Samsung Galaxy J1 Ace                              | |
| Octombrie  | Samsung Galaxy Active Neo                          | - SC-01H |
| Octombrie  | Samsung Galaxy On2                                 | |
| Octombrie  | Samsung Z3                                         | |
| Septembrie | Samsung Galaxy J2                                  | - SM-J200F (EAU, Turcia) - SM-J200Y (Noua Zeelandă, Taiwan) - SM-J200G (India, Indonezia) - SM-J200H (Africa de Sud, Kazahstan) - SM-J200M (Mexic, Columbia, Argentina, Brazilia) |
| August     | Samsung Galaxy S6 Edge+                            | - SM-G928A - SM-G928AZ - SM-G928D - SM-G928F - SM-G928FD - SM-G928I - SM-G928K - SM-G928L - SM-G928P - SM-G928PZ - SM-G928R4 - SM-G928R7 - SM-G928S - SM-G928T - SM-G928T1 - SM-G928TR - SM-G928V - SM-G9280 - SM-G9288 - SM-G9289                                                                          |
| August     | Samsung Galaxy A8                                  | - SM-A8000, SM-A800F, SM-A800I, SM-A800S, SM-A800Y |
| August     | Samsung Galaxy Note 5                              | - SM-N9200, SM-N920C, SM-N920T, SM-N920A, SM-N920I, SM-N9208 |
| August     | Samsung Galaxy S5 Neo                              | - SM-G903F, SM-G903W |
| Iulie      | Samsung Galaxy Trend 2 Lite                        | - SM-G318H |
| Iulie      | Samsung Galaxy V Plus                              | |
| Iunie      | Samsung Galaxy S6 Active                           | - SM-G890A |
| Iunie      | Samsung Galaxy J5                                  | - SM-J500F (India) - SM-J500H (Rusia) - SM-J500M (Mexic, Columbia, Brazilia, Argentina, Chile) - SM-J500G (Filipine, Thailanda) |
| Iunie      | Samsung Galaxy J7                                  | - SM-J700F (India) - SM-J700H (Rusia) - SM-J700M (Columbia, Argentina, Chile) - SM-J700T (T-Mobile Prepaid SUA) - SM-J700P (Sprint, Boost Mobile, Virgin Mobile SUA) |
| Aprilie    | Samsung Galaxy S6 Edge                             | - SM-G925A - SM-G925AZ - SM-G925F - SM-G925I - SM-G925K - SM-G925L - SM-G925P - SM-G925PZ - SM-G925R4 - SM-G925R7 - SM-G925S - SM-G925T - SM-G925T1 - SM-G925TR - SM-G925V - SM-G9250 - SM-G9258 - SM-G9259                                                                                                 |
| Aprilie    | Samsung Galaxy S6                                  | - SM-G920A - SM-G920AZ - SM-G920D - SM-G920F - SM-G920FD - SM-G920I - SM-G920K - SM-G920L - SM-G920P - SM-G920PZ - SM-G920R4 - SM-G920R7 - SM-G920S - SM-G920T - SM-G920T1 - SM-G920TR - SM-G920V - SM-G9200 - SM-G9208 - SM-G9209                                                                          |
| Aprilie    | Samsung Galaxy Xcover 3                            | |
| Februarie  | Samsung Galaxy J1                                  | - SM-J100H - SM-J100F |
| Februarie  | Samsung Galaxy E5                                  | - SM-E500H (3G) - SM-E500F (4G LTE) |
| Februarie  | Samsung Galaxy A7                                  | - SM-A700F - SM-A700FD - SM-A700FQ - SM-A700H - SM-A700K - SM-A700L - SM-A700M - SM-A700S - SM-A700X - SM-A700YD - SM-A700YZ - SM-A7000 - SM-A7009 - SM-A7009W |
| Februarie  | Samsung Galaxy E7                                  | - SM-E700H |
| Ianuarie   | Samsung Z1                                         | |
| 2014       |                                                    | |
| Decembrie  | Samsung Galaxy A5 (2015)                           | - SM-A500F - SM-A500F1 - SM-A500FQ - SM-A500FU - SM-A500G - SM-A500H - SM-A500HQ - SM-A500K - SM-A500L - SM-A500M - SM-A500S - SM-A500X - SM-A500XZ - SM-A500Y - SM-A500YZ - SM-A5000 - SM-A5009 |
| Decembrie  | Samsung Galaxy A3 (2015)                           | - SM-A300F - SM-A300FU - SM-A300G - SM-A300H - SM-A300HQ - SM-A300M - SM-A300X - SM-A300XU - SM-A300XZ - SM-A300Y - SM-A300YZ - SM-A3000 - SM-A3009 |
| Noiembrie  | Samsung Galaxy Core Prime                          | - SM-G360BT - SM-G360H |
| Octombrie  | Samsung Galaxy Note Edge                           | - SM-N915G - SM-N9150 |
| Octombrie  | Samsung Galaxy Note 4                              | - SM-N910G |
| Octombrie  | Samsung Galaxy Young 2                             | - SM-G130H |
| Septembrie | Samsung Galaxy Alpha                               | - SM-G850F - SM-G850FQ - SM-G850K - SM-G850L - SM-G850M - SM-G850S - SM-G850W - SM-G850Y |
| Septembrie | Samsung Galaxy Grand Prime                         | - SM-G530BT - SM-G530F - SM-G530FQ - SM-G530FZ - SM-G530H - SM-G530M - SM-G530MU - SM-G530P - SM-G530R4 - SM-G530R7 - SM-G530T - SM-G530W - SM-G530Y - SM-G5306W - SM-G5308W - SM-G5309W |
| Septembrie | Samsung Galaxy Core Prime                          | - SM-G360BT |
| Septembrie | Samsung Galaxy Pocket 2                            | - SM-G110B |
| Septembrie | Samsung Galaxy Mega 2                              | - SM-G750F |
| August     | Samsung Galaxy Star 2 Plus                         | - SM-G350E (LTE) |
| August     | Samsung Galaxy Ace 4                               | - SM-G313F (LTE) |
| August     | Samsung Galaxy S Duos 3                            | |
| Iulie      | Samsung Galaxy Core 2                              | - SM-G355H |
| Iulie      | Samsung Galaxy S5 Mini                             | - GT-S5500 - GT-S5430 |
| Iulie      | Samsung Galaxy Tab S 10.5                          | - SM-T800 (WiFi) - SM-T805 (3G, 4G/LTE & WiFi) - SM-T807 (3G, 4G/LTE & WiFi) - SM-T807P (Sprint CDMA) - SM-T807V (Verizon CDMA) |
| Iunie      | Samsung Galaxy Core                                | - SM-G386F (LTE) |
| Mai        | Samsung Galaxy K Zoom                              | - SM-C115 |
| Mai        | Samsung Galaxy Ace Style                           | - SM-G310 |
| Aprilie    | Samsung Galaxy S5                                  | - SM-G900 - SM-G900FD (dual-SIM/LTE) |
| Aprilie    | Samsung Galaxy S3 Neo                              | - GT-I9300I, GT-I9301I, GT-I9303I |
| Martie     | Samsung Galaxy Win 2                               | |
| Ianuarie   | Samsung Galaxy Note 3 Neo                          | - SM-N7500 (model 3G/cip Samsung Exynos/internațional) - SM-N7502 (dual-SIM) - SM-N7505 (model 4G/LTE/cip Qualcomm Snapdragon/internațional) |
| Ianuarie   | Samsung Galaxy Grand Neo (GT-I9060)                | |
| Ianuarie   | Samsung Galaxy Grand Lite                          | |
| 2013       |                                                    | |
| Decembrie  | Samsung Galaxy Win Pro (SM-G3812)                  | |
| Decembrie  | Samsung Galaxy J (SGH-N075T)                       | |
| Decembrie  | Samsung Galaxy S Duos 2 (GT-S7582)                 | |
| Decembrie  | Samsung Galaxy Trend Plus (GT-S7580)               | |
| Noiembrie  | Samsung Galaxy Grand 2 (SM-G7100)                  | - SM-G7102 (dual-SIM) |
| Octombrie  | Samsung Galaxy Star Pro (GT-S7260)                 | - GT-S7262 (dual-SIM) |
| Octombrie  | Samsung Galaxy J (SC-02F)                          | |
| Octombrie  | Samsung Galaxy Express 2 (SM-G3815)                | |
| Octombrie  | Samsung Galaxy Round (SM-G9105)                    | |
| Octombrie  | Samsung Galaxy Trend Lite (GT-S7390)               | - GT-S7392 (dual-SIM) |
| Octombrie  | Samsung Galaxy Fame Lite (GT-S6790)                | |
| Octombrie  | Samsung Galaxy Light (SGH-T399)                    | |
| Octombrie  | Samsung Galaxy Core Plus (SM-G3500)                | - SM-G3502 (dual-SIM) |
| Septembrie | Samsung Galaxy Note 3                              | - SM-N9000 (model 3G/cip Samsung Exynos/internațional) - SM-N9002 (dual-SIM) - SM-N9005 (model 4G/LTE/cip Qualcomm Snapdragon/internațional) |
| Septembrie | Samsung Galaxy Gear                                | - SM-V700 |
| Iulie      | Samsung Galaxy S4 Mini (GT-I9190)                  | - Galaxy S4 Mini (I9195, LTE) - Galaxy S4 Mini (I9192, dual-SIM) |
| Iunie      | Samsung Galaxy S4 Active (GT-I9295)                | |
| Iunie      | Samsung Galaxy S4 Zoom (SM-C1010)                  | |
| Iunie      | Samsung Galaxy Ace 3 (GT-S7270)                    | - GT-S7272 (dual-SIM) - GT-S7275 (LTE) |
| Iunie      | Samsung Galaxy Pocket Neo (GT-S5310)               | - GT-S5312 (dual-SIM) |
| Mai        | Samsung Galaxy Star (GT-S5280)                     | - GT-S5282 (dual-SIM) - GT-S5283 (triple-SIM) |
| Mai        | Samsung Galaxy Core (GT-S8262)                     | - GT-i8262D |
| Mai        | Samsung Galaxy Y Plus (GT-S5303)                   | |
| Mai        | Samsung Galaxy Win (GT-I8550)                      | - Galaxy Grand Quattro (GT-I8552, dual-SIM) |
| Aprilie    | Samsung Galaxy Mega                                | - GT-I9150 (5.8") - GT-I9152 (5.8", dual-SIM) - GT-I9200 (6.3") - GT-I9205 (6,3", LTE) |
| Aprilie    | Samsung Galaxy Fame (GT-S6810)                     | - GT-S6810P (NFC) |
| Aprilie    | Samsung Galaxy S4 (GT-I9500)                       | - GT-I9505 (LTE) - GT-I9506 (LTE+) |
| Martie     | Samsung Galaxy Xcover 2 (GT-S7710)                 | |
| Martie     | Samsung Galaxy Young (GT-S6310)                    | - GT-S6312 (dual-SIM) |
| Ianuarie   | Samsung Galaxy Grand (GT-I9080)                    | - GT-I9082 (dual-SIM) |
| Ianuarie   | Samsung Galaxy S II Plus (GT-I9105)                | |
| Ianuarie   | Samsung Galaxy Pocket Plus (GT-S5301)              | |
| 2012       |                                                    | |
| Noiembrie  | Samsung Galaxy Discover (SGH-S730M)                | - Samsung Galaxy Discover TracFone (SGH-S730G, SCH-S735C, SCH-R740C) - Samsung Galaxy Centura (SCH-S738C) |
| Noiembrie  | Samsung Galaxy S III Mini (GT-I8190)               | |
| Octombrie  | Samsung Galaxy Rugby Pro (SGH-I547)                | - Samsung Galaxy Rugby LTE (SGH-i547C, piața canadiană) |
| Octombrie  | Samsung Galaxy Express                             | - SGH-I437 |
| Septembrie | Samsung Galaxy Rush                                | |
| Septembrie | Samsung Galaxy S Relay 4G                          | |
| Septembrie | Samsung Galaxy Note II                             | - GT-N7100 (model 3G/internațional) - GT-N7102 (dual-SIM) - GT-N7105 (model 4G/LTE/internațional) |
| Septembrie | Samsung Galaxy Reverb                              | |
| Septembrie | Samsung Galaxy Victory 4G LTE (SPH-L300)           | |
| Septembrie | Samsung Galaxy Pocket Duos (GT-S5302)              | |
| August     | Samsung Galaxy S Duos (GT-S7562)                   | - Galaxy S Duos (GT-S7568, China Mobile TD-SCDMA) - Galaxy Trend (S7560M, single-SIM) - Galaxy Trend II Duos (GT-S7572, cameră foto diferită, procesor dual-core de 1,2 GHz, piața chineză) |
| Iulie      | Samsung Galaxy Stellar (SCH-I200)                  | |
| Mai        | Samsung Galaxy Ch@t (GT-B5330)                     | |
| Mai        | Samsung Galaxy Appeal (SGH-I827)                   | |
| Mai        | Samsung Galaxy S III (GT-I9300)                    | - Galaxy S III (GT-I9305, LTE) |
| Aprilie    | Samsung Galaxy S Advance                           | - Galaxy S II Lite |
| Aprilie    | Samsung Galaxy Rugby (GT-S5690M)                   | |
| Martie     | Samsung Galaxy Pocket (GT-S5300)                   | |
| Martie     | Samsung Galaxy Rugby Smart (SGH-i847)              | |
| Februarie  | Samsung Galaxy Beam i8530                          | |
| Februarie  | Samsung Galaxy Y DUOS (GT-S6102)                   | |
| Februarie  | Samsung Galaxy Mini 2 (GT-S6500)                   | |
| Februarie  | Samsung Galaxy Ace 2 (GT-I8160)                    | - Samsung Galaxy Ace 2 x (GT-S7560M) |
| Ianuarie   | Samsung Galaxy Ace Plus (GT-S7500[L/T/W])          | |
| Ianuarie   | Samsung Galaxy Y Pro DUOS (GT-B5510)               | - GT-B5512(B) |
| 2011       |                                                    | |
| Noiembrie  | Samsung Galaxy Nexus (i9250)                       | |
| Octombrie  | Samsung Galaxy Note                                | |
| Octombrie  | Samsung Stratosphere                               | |
| August     | Samsung Galaxy Xcover (S5690)                      | |
| August     | Samsung Galaxy Precedent                           | |
| August     | Samsung Galaxy Y (GT-S5360)                        | |
| August     | Samsung Galaxy M                                   | |
| August     | Samsung Galaxy W (I8150)                           | - Samsung Exhibit II 4G (SGH-T679) |
| August     | Samsung Galaxy R (I9103)                           | |
| August     | Samsung Galaxy S Plus (GT-i9001)                   | |
| Iunie      | Samsung Galaxy Z                                   | |
| Iunie      | Samsung Exhibit 4G (SGH-T759)                      | |
| Mai        | Samsung Galaxy S II (GT-I9100)                     | - Samsung Galaxy S II Skyrocket - Samsung Captivate Glide |
| Aprilie    | Samsung Galaxy Neo                                 | |
| Aprilie    | Samsung Galaxy Pro                                 | |
| Aprilie    | Samsung Galaxy Prevail (SPH-M820)                  | |
| Martie     | Samsung Galaxy Mini (GT-S5570)                     | - Samsung Galaxy Next (în Italia) - Samsung Galaxy Pop (în India) |
| Martie     | Samsung Galaxy Gio (GT-S5660)                      | |
| Februarie  | Samsung Galaxy SL (GT-I9003)                       | |
| Februarie  | Samsung Galaxy Fit (GT-S5670)                      | |
| Februarie  | Samsung Galaxy Ace (GT-S5830, GT-S5830i)           | - Samsung Galaxy Cooper (GT-S5830, în Thailanda) |
| 2010       |                                                    | |
| Octombrie  | Samsung Galaxy 551                                 | |
| August     | Samsung Galaxy U                                   | |
| August     | Samsung Galaxy 5                                   | - Samsung Galaxy Europa - Samsung Galaxy 550 |
| Iulie      | Samsung Galaxy 3                                   | - Samsung Galaxy Apollo |
| Mai        | Samsung Galaxy S (GT-I9000)                        | - Samsung Captivate - Samsung Vibrant - Samsung Fascinate - Samsung Epic 4G - Samsung Mesmerize |
| 2009       |                                                    | |
| Noiembrie  | Samsung Galaxy Spica                               | - GT-I5700 - Samsung Galaxy Portal |
| Iunie      | Samsung Galaxy                                     | - GT-I7500 |

## Blocarea regiunilor și codurile CSC
Începând cu Galaxy Note 3, telefoanele și tabletele Samsung conțineau o etichetă de avertizare care preciza că acestea vor funcționa doar cu cartele SIM din regiunea în care a fost vândut telefonul. Un purtător de cuvânt a clarificat politica, afirmând că aceasta a fost menită să prevină revânzarea pe piața gri și că se aplică doar primei cartele SIM introduse. Pentru ca dispozitivele să utilizeze o cartelă SIM din alte regiuni, una dintre următoarele acțiuni cu o durată totală de cinci minute sau mai mult trebuie să fie efectuată mai întâi cu cartela SIM din regiunea locală:
- Efectuați apeluri pe telefon sau pe ceas din aplicația Telefon
- Utilizați funcția Apel și text pe alte dispozitive pentru a efectua apeluri

Odată cu lansarea seriei Galaxy S8 în 2017, acest proces s-a schimbat. Datorită faptului că multe variante utilizează un Multi-CSC, acesta va funcționa numai cu cartele SIM din același grup CSC. De exemplu, o cartelă SIM AT&T nu va funcționa pe dispozitivele Galaxy bazate pe telefonie celulară vândute în Europa și în alte țări.

## Over the Horizon
„Over the Horizon” este sunetul marcă înregistrată pentru dispozitivele smartphone Samsung, introdus pentru prima dată în 2011 pe Galaxy S II. A fost compus de Joong-sam Yun și apare ca muzică în biblioteca muzicală a majorității telefoanelor Samsung lansate începând cu 2011. Înainte de 2011, „Beyond Samsung” a servit ca piesă muzicală marcă înregistrată Samsung, în timp ce „Samsung Tune” a fost folosit ca ton de apel implicit. Sunetul apare ca ton de apel implicit, precum și ca sunet atunci când telefonul pornește sau se oprește (se utilizează un fragment) și ca sunet de notificare. În timp ce compoziția de bază a melodiei cu șase note nu s-a schimbat de la începuturile sale, au fost introduse diverse versiuni ale diferitelor genuri pe măsură ce linia de produse a evoluat.
În timp ce primele două versiuni au fost create in-house la Samsung, versiunile ulterioare au fost externalizate către muzicieni externi. Sunetul a fost preluat de diverși artiști populari care au lansat propriile aranjamente și remixuri ale melodiei, cum ar fi Quincy Jones, Icona Pop, Suga din BTS și diverși artiști K-Pop. În înregistrarea mărcii Samsung în SUA pentru acest sunet, acesta este descris ca fiind „sunetul unui clopot care cântă o optime punctată B4, o șaisprezecime B4, o șaisprezecime F#5, o șaisprezecime B5, o optime A#5 și o jumătate de notă F#5”.
| Anul | Dispozitiv introdus  | Gen                      | Artist(I)                                                  |
| ---- | -------------------- | ------------------------ | ---------------------------------------------------------- |
| 2011 | Samsung Galaxy S II  | Rock                     | In-house                                                   |
| 2012 | Samsung Galaxy S III | New-age                  | In-house                                                   |
| 2013 | Samsung Galaxy S4    | Rock progresiv           | Jamie Christopherson                                       |
| 2014 | Samsung Galaxy S5    | Rock progresiv           | Jamie Christopherson                                       |
| 2015 | Samsung Galaxy S6    | Pop Orchestral           | Jamie Christopherson, Al Schmitt, Nashville String Machine |
| 2016 | Samsung Galaxy S7    | Jazz fusion              | Bucle Murdare                                              |
| 2017 | Samsung Galaxy S8    | Crossover                | Jacob Collier                                              |
| 2018 | Samsung Galaxy S9    | Orchestra                | Pétur Jónsson                                              |
| 2019 | Samsung Galaxy S10   | Crossover clasic         | Steven Price, London Philharmonic Orchestra                |
| 2020 | Samsung Galaxy S20   | Noua eră cinematografică | Jamie Christopherson                                       |
| 2021 | Samsung Galaxy S21   | New-age                  | Yiruma                                                     |
| 2022 | Samsung Galaxy S22   | Jazztronica              | Kiefer Shackelford                                         |
| 2023 | Samsung Galaxy S23   | Electronică              | Yaeji                                                      |
| 2024 | Samsung Galaxy S24   | Gugak                    | Won Il                                                     |